# Jiguaní
Jiguaní är en ort i Kuba.   Den ligger i provinsen Provincia Granma, i den sydöstra delen av landet, 700 km sydost om huvudstaden Havanna. Jiguaní ligger 122 meter över havet och antalet invånare är 41 106.
Terrängen runt Jiguaní är huvudsakligen platt, men söderut är den kuperad. Runt Jiguaní är det ganska tätbefolkat, med 124 invånare per kvadratkilometer. Jiguaní är det största samhället i trakten. Trakten runt Jiguaní består till största delen av jordbruksmark.